# Cultuur van Hongarije
De cultuur van Hongarije is divers en verschilt vanaf de hoofdstad Boedapest, liggend aan de Donau, tot aan de grote laagvlakte, grenzend aan Oekraïne. Het land heeft een rijke traditie op het gebied van kunst - te denken valt aan borduurwerk, aardewerk en houtwerk. De Hongaarse muziek varieert van de rapsodies van Franz Liszt en volksmuziek tot moderne muziek die beïnvloed worden door volksmuziek en Roma-muziek. Hongarije heeft een rijke en kleurrijke literatuur met veel dichters en schrijvers, waarvan er niet velen bekend in het buitenland zijn vanwege de beperkte bekendheid van de Hongaarse taal. Bekende auteurs gedurende de afgelopen decennia zijn Sandor Marai en Imre Kertesz. Kodolanyi Janos was zeer bekend in Italië en Finland gedurende de twintigste eeuw. Imre Kertesz won de nobelprijs voor de literatuur in 2002. Péter Esterházy is zeer populair in Duitsland en Oostenrijk en Magda Szabó is onlangs bekend geworden in Europa.

## Architectuur

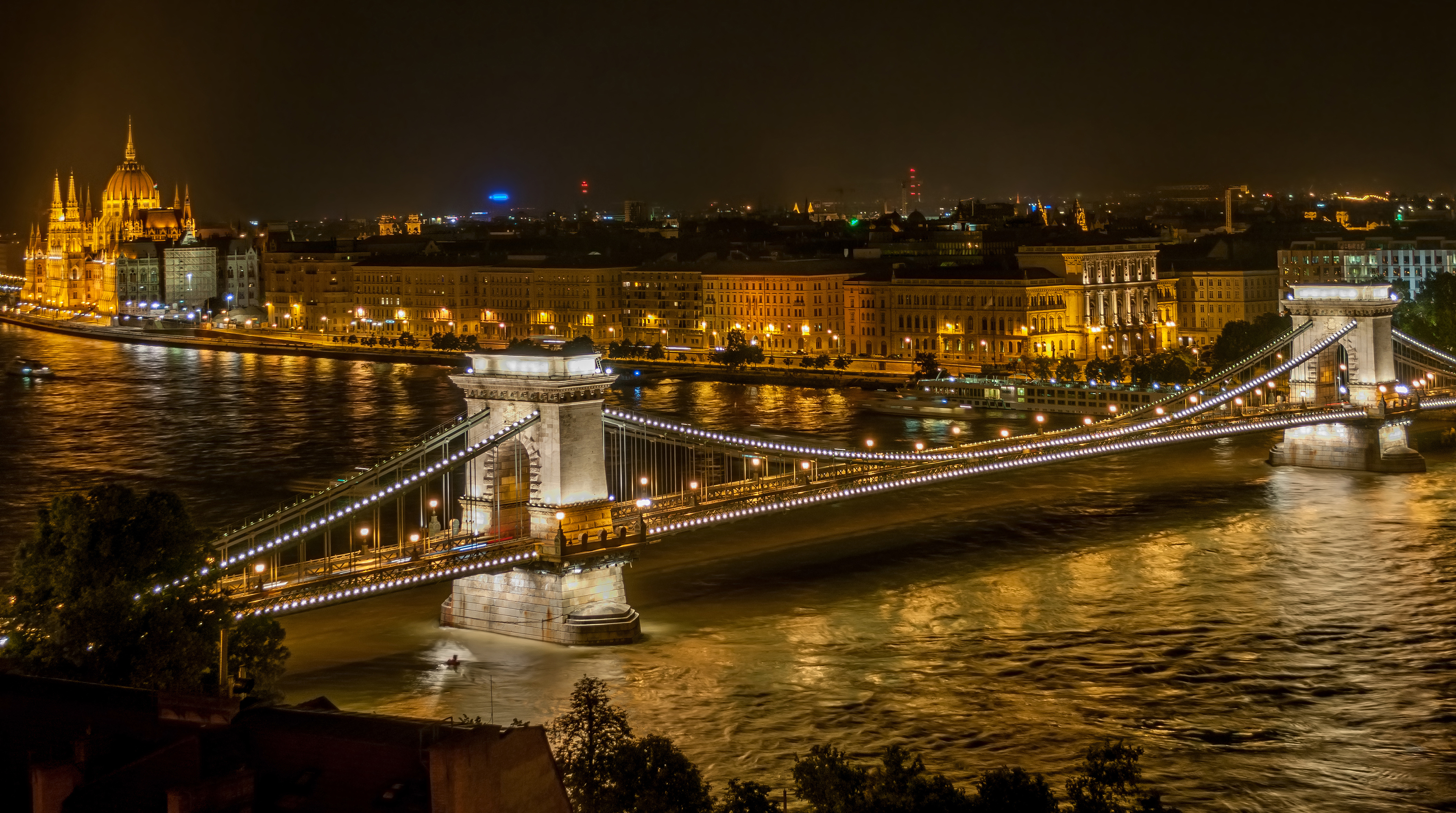
Széchenyi brug in Boedapest

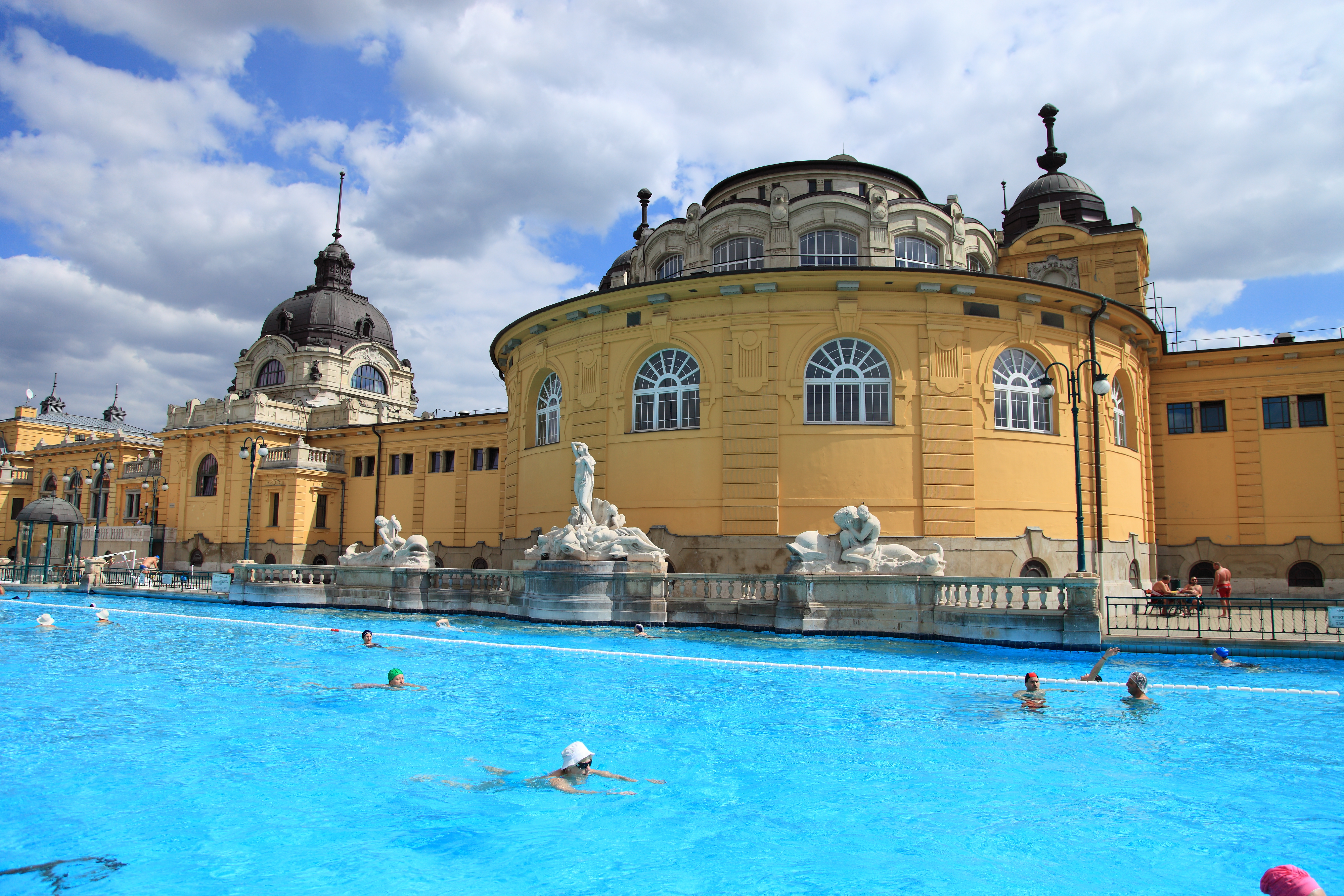
Széchényi Spa

Hongarije is de thuisbasis van de grootste synagoge in Europa (Grote Synagoge van Boedapest), het grootste geneeskrachtige bad van Europa (Széchenyibad), de derde grootste kerk in Europa (Esztergom basiliek), de tweede grootste territoriale abdij in de wereld (Abdij van Pannonhalma), de tweede grootste barokke kasteel ter wereld (Gödöllő).

## Muziek
De muziek in Hongarije bestaat voornamelijk uit traditionele Hongaarse volksmuziek en de muziek van Hongaarse componisten als Franz Liszt, Franz Schmidt, Ernst von Dohnányi, Béla Bartók, Zoltán Kodály, György Ligeti en Miklós Rózsa. De traditionele Hongaarse muziek heeft een bijzonder ritme. Net als in de Hongaarse taal wordt de eerste lettergreep van elk woord bijna altijd benadrukt. Hongarije heeft ook een aantal internationaal bekende componisten binnen de hedendaagse klassieke muziek, zoals Gyorgy Kurtag, Peter Eotvos en Zoltan Jeney.
Liszt sprak tot 1870 geen Hongaars, maar identificeerde zich later duidelijk als Hongaar en richtte de muziekacademie op. Bartók werd ook geboren in het voormalige koninkrijk van Hongarije, Ligeti werd geboren in Transsylvanië. Beide hebben gestudeerd aan de Franz Liszt Muziekacademie. Ze woonden en werkten buiten de Pannonische vlakte.
Hongarije heeft een grote bijdrage geleverd op het gebied van volks-, pop- en klassieke muziek. Volksmuziek is een prominent onderdeel van de nationale identiteit en speelt nog steeds een belangrijke rol binnen de Hongaarse muziek. Hongaarse volksmuziek is ook invloedrijk in de aangrenzende landen zoals Roemenië, Slowakije en Polen. Vooral in het zuiden van Slowakije en in de Roemeense regio Transsylvanië wonen nog vele Hongaren.
Broughton beweert dat het Hongaarse geluid aanstekelijk is voor buurlanden en dat is te danken aan de gemeenschappelijke Oostenrijks-Hongaarse geschiedenis. Het is dan ook niet ongewoon om Hongaars klinkende melodieën te horen in Roemenië, Slowakije en Polen. De Busójárás-carnaval in Mohács is een belangrijk volksmuziekevenement in Hongarije.
De Hongaarse klassieke muziek is in het land zelf langere tijd beschouwd als een experiment. Hoewel de Hongaarse hogere klasse culturele en politieke banden heeft gehad met de rest van Europa, konden de landelijke boeren hun eigen tradities behouden zodat de Hongaarse klassieke stijl, met Hongaarse componisten, niet verloren zou gaan. Béla Bartók en Zoltán Kodály, twee van de beroemdste componisten van Hongarije, zijn bekend geworden door de thema's op het gebied van Hongaarse volksmuziek. Bartók verzamelde hierbij volksliederen uit heel Midden-Europa, waaronder Roemenië en Slowakije.
Tijdens het tijdperk van het communistische bewind in Hongarije (1944-1989), werd een lied onderzocht naar sporen van subversie en ideologische onzuiverheid. Sindsdien is de Hongaarse muziekindustrie begonnen zich te herstellen en produceren van succesvolle artiesten op het gebied van jazz, zoals trompettist Rudolf Tomsits, pianist-componist Károly Binder, en in een gemoderniseerde vorm van Hongaarse folk, Ferenc Sebő en Márta Sebestyén.
De drie grote Hongaarse rockbands zijn Illés, Metró en Omega, waarvan vooral Omega naast Hongaarse aanhang veel fans in Duitsland en andere omliggende landen heeft. Ook blijven undergroundbands uit de jaren 1980 erg populair, zoals Beatrice. Een van de meest bekende Hongaarse elektronica-muzikanten is Yonderboi. Een van Europa's grootste muziekfestivals is het Sziget-festival dat jaarlijks plaatsvindt in Boedapest.

## Literatuur

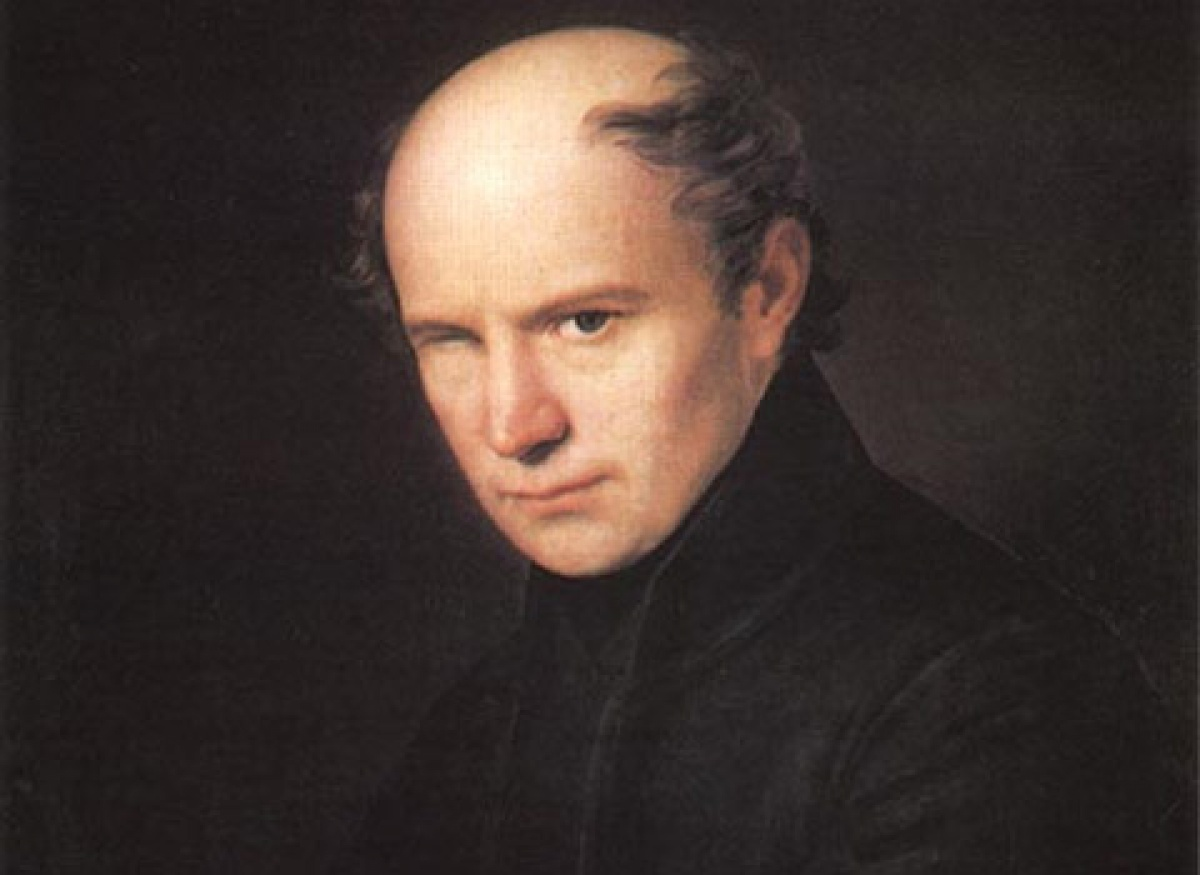
Ferenc Kölcsey, auteur van het Hongaarse volkslied

## Spa-cultuur
Hongarije is een land met thermaal water. Een passie voor spa-cultuur en Hongaarse geschiedenis zijn vanaf het begin met elkaar verbonden. De Hongaarse spa-cultuur is multicultureel, wat terug te zien is aan de architectuur: Hongaarse spa's hebben Romeinse, Griekse, Turkse en noordelijke architectonische elementen. Vanwege een gunstige geografische locatie kan thermaal water met een goede kwaliteit en in grote hoeveelheden op meer dan 80% worden gewonnen van het grondgebied van Hongarije.
De Romeinen luidden het eerste tijdperk van de spa in Hongarije in; overblijfselen van hun badcomplexen zijn nog te zien in Óbuda. De spa-cultuur werd nieuw leven ingeblazen tijdens de Turkse invasie; de Turken gebruikten de thermale bronnen van Boeda voor de bouw van een aantal badhuizen, waarvan sommige nog steeds in gebruik zijn (zoals het Királybad en het Rudasbad). In de 19e eeuw vormden de vorderingen in diepboren en medische wetenschap de springplank voor een verdere sprong in de badcultuur. Grote spa's zoals het Gellértbad, het Lukácsbad, het Margaretha-eiland en het Széchenyibad zijn een weerspiegeling van deze heropleving in populariteit. Ongeveer 1500 thermale bronnen zijn te vinden in Hongarije. Ongeveer de helft hiervan wordt gebruikt om te baden.
De spa-cultuur heeft een geschiedenis van bijna 2.000 jaar in Boedapest. Boedapest heeft de rijkste toevoer van thermaal water onder de hoofdsteden van de wereld. Er zijn ongeveer 450 openbare baden in Hongarije. Tegenwoordig laat de trend zien dat bad-bedrijven hun faciliteiten moderniseren en de aangeboden diensten uitbreiden. Een totaal van 50 van de 160 openbare baden zijn gekwalificeerd als spa's in het hele land. Diensten als genezingsdoeleinden worden aangeboden. Deze spa's bieden vele soorten fysiotherapie.

### Het wijnbouwgebied van Egerszalók
De spa in Egerszalók staat bekend om zijn positie in een van de belangrijkste wijnbouwgebieden van Hongarije. Egerszalók is ook opmerkelijk voor door de mens veroorzaakte geologische morfologie: toen de spa in 1961 door de overheid werd uitgebreid, nam de stroom van oververzadigd mineraalwater sterk toe, wat leidde tot de afzetting van een heuvel van glanzend wit travertijn.

### Het thermale Hévízmeer

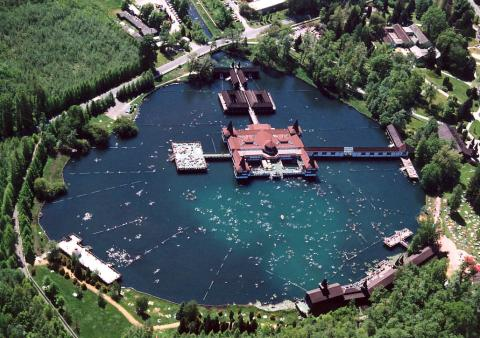
Het meer bij Hévíz

Het Hévízmeer is het grootste biologisch actieve, natuurlijke thermale meer ter wereld. Het oudste en bekendste bad van Hongarije; in overeenstemming met gegevens uit de Romeinse tijd heeft het een geschiedenis van 2000 jaar. De Hévíz-behandeling, in zijn huidige betekenis, dateert ook van meer dan 200 jaar terug. Het 4,4 hectare grote meer wordt gevoed door een bron die water oppompt vanaf een diepte van 38 m, met zwavel, radium en mineralen. Vanwege de hoge waterproductie in de lente wordt het water van het meer binnen 48 uur volledig veranderd. Het water van het meer is even rijk aan opgeloste stoffen en gassen en combineert de gunstige effecten van natuurlijk koolzuurhoudend geneeskrachtig water en water met zwavel, calcium, magnesium, waterstofcarbonaat, en water met een licht radioactief gehalte. De unieke medicinale Hévíz-modder bevat zowel organische als anorganische stoffen en de radiumzouten en gereduceerde zwavelhoudende oplossingen daarin vertegenwoordigen speciale medicinale factoren. De temperatuur van het water is 's winters 23-25 °C en 's zomers 33-36 °C.

## Volksdans

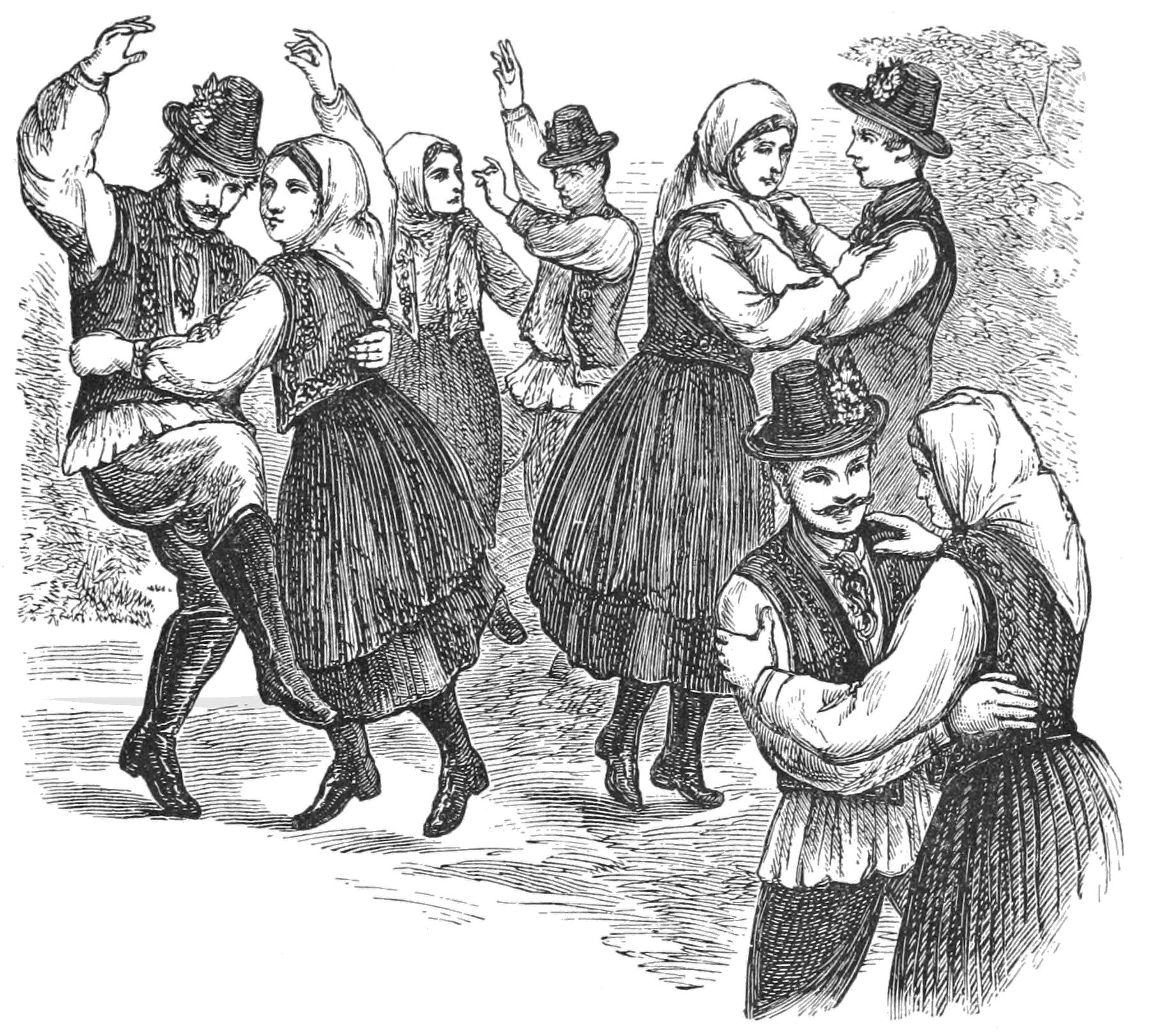
Csárdás

- Ugrós (springdansen): Oude dansstijl die teruggaat tot aan de Middeleeuwen. Hiertoe behoren solo- of parendansen begeleid door oude stijlmuziek, herders en andere solomannendansen uit Transsylvanië, en marsdansen alsook overblijfselen van middeleeuwse wapendansen.
- Karikázó: Een cirkeldans door vrouwen uitgevoerd, en door zang van volksliedjes begeleid.
- Csárdás: Nieuwe dansstijl ontwikkeld in de 18e en 19e eeuw, het is de Hongaarse naam van de nationale dansen, met Hongaarse geborduurde kostuums en energieke muziek. Van de ingewikkelde laarslappende dansen tot de dansen van de oude vrouwencirkel, csárdás toont de uitbundigheid van het Hongaarse volksdansen dat nog steeds wordt gevierd in de dorpen.
- Verbunk: Een solistische mannendans ontstaan uit de rekruteringsvoorstellingen van het Oostenrijks-Hongaarse leger.
- Legényes: Een solistische mannendans uitgevoerd door het etnische Hongaarse volk uit de regio Kalotaszeg in Transsylvanië. Hoewel meestal gedanst door jonge mannen kan het ook worden gedanst door oudere mannen. De dans wordt voor de muziekgroep meestal door één danser per keer in vrije stijl uitgevoerd. Vrouwen nemen deel aan de dans door aan de zijlijn staande verzen te zingen/roepen terwijl de mannen dansen. Elke jongen doet een aantal punten (danspassen) meestal 4 tot 8 zonder herhaling. Elk punt bestaat uit vier delen, die elk vier tellen duurt. Het eerste deel is meestal voor iedereen hetzelfde - gebruikelijk zijn er slechts enkele variaties.

## Borduurwerk

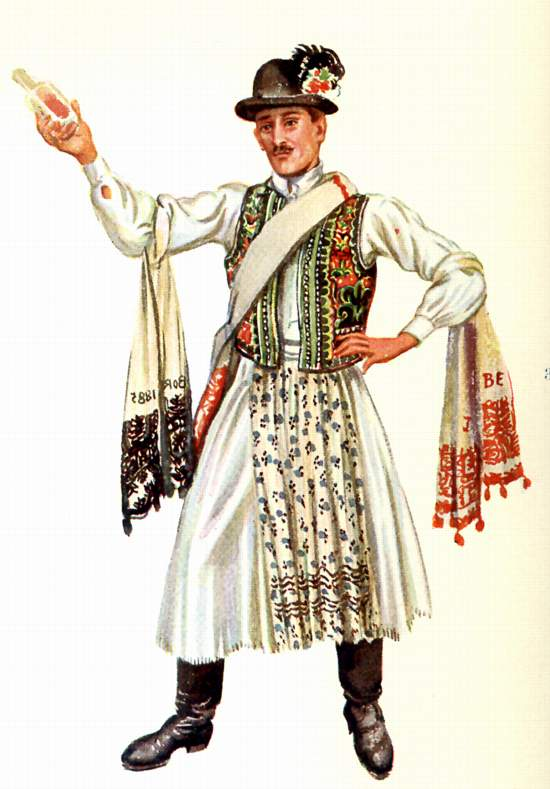
Een vőfély in traditioneel kostuum, circa 1885. Een vőfély is de ceremoniemeester bij traditionele Hongaarse bruiloften en draagt een onderscheidende hoed met lint ter herkenning.

Het was in het begin van de 18e eeuw dat de huidige stijl van de Hongaarse volkskunst vorm kreeg, met zowel renaissance en barokelementen, afhankelijk van het gebied, evenals Perzische Sassanidische invloeden. Bloemen en bladeren, soms een vogel of een spiraalvormig ornament, zijn de belangrijkste decoratieve thema’s. Het meest voorkomende ornament is een bloem met een middelpunt dat lijkt op een oog van een pauwenveer.
Bijna alle manifestaties van volkskunst die elders worden beoefend in Europa, floreerden op een of andere moment ook onder de Magyaarse boeren, hun keramiek en textiel waren de meest ontwikkelde van allemaal. De beste prestaties in hun textielkunst zijn de borduurwerken die van regio tot regio variëren. Die van Kalotaszeg in Transsylvanïe zijn charmante producten van oosterse ontwerp, voornamelijk genaaid in een enkele kleur: rood, blauw of zwart. De borduurselen zijn zacht in lijn en worden aangebracht op altaarkleding, kussenslopen en dekens.
In Hongarije, meer precies in Sárköz (een historisch gebied in Tolna) in Transdanubië en in de Matyóföld op de Grote Hongaarse Laagvlakte, worden de beste borduursels geproduceerd. In de regio Sárköz zijn de dameshoeden met zwarte en witte ontwerpen zo delicaat als kant en gegeven deze een bewijs van een smaakvol en artistiek gevoel van de drager. De geborduurde motieven op de dameskleding, zijn ook overgebracht op tafelkleden en lopers, tegenwoordig in gebruik als wanddecoraties.

## Traditionele volkskledij (17e tot 19e eeuw)

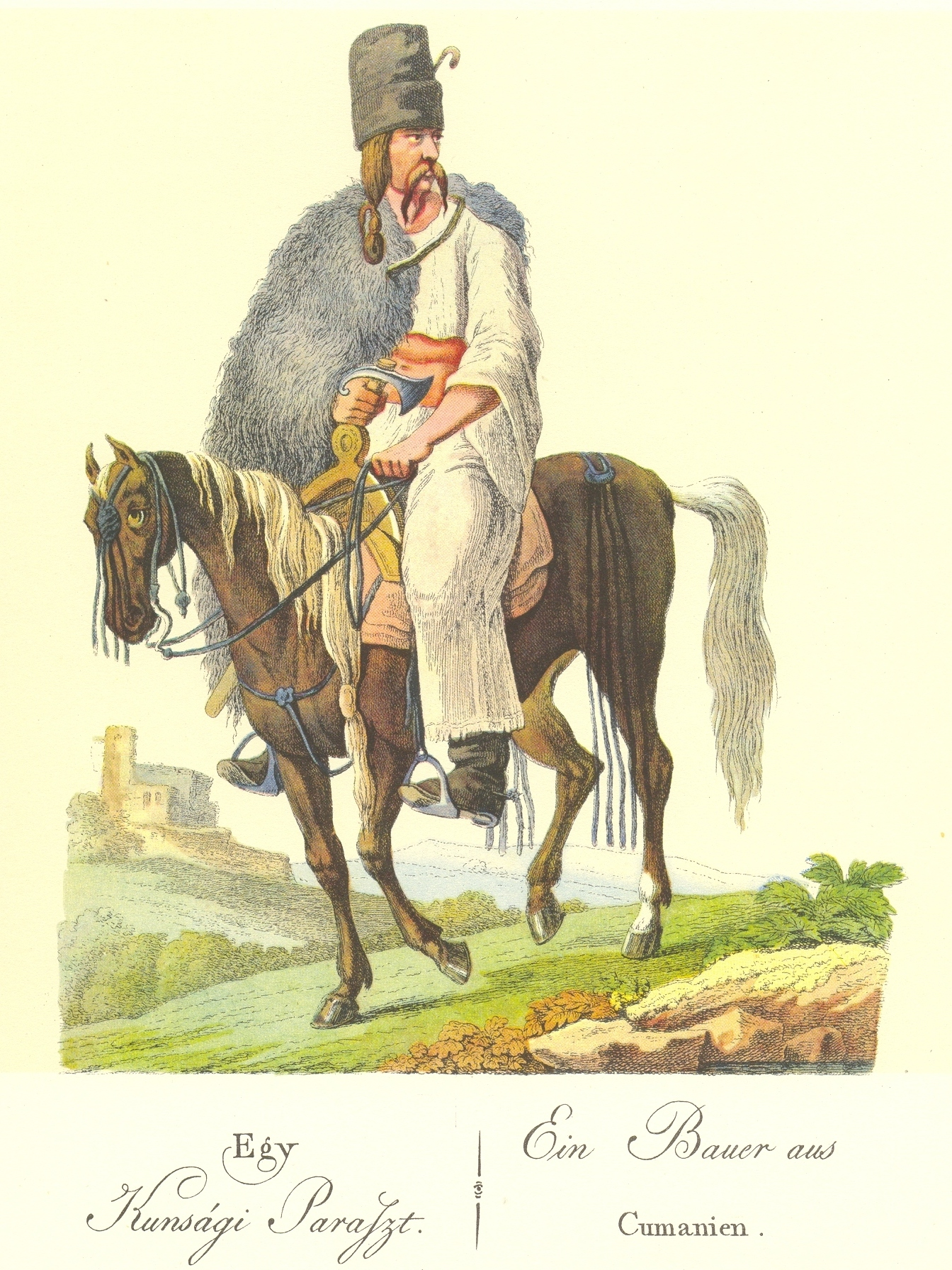
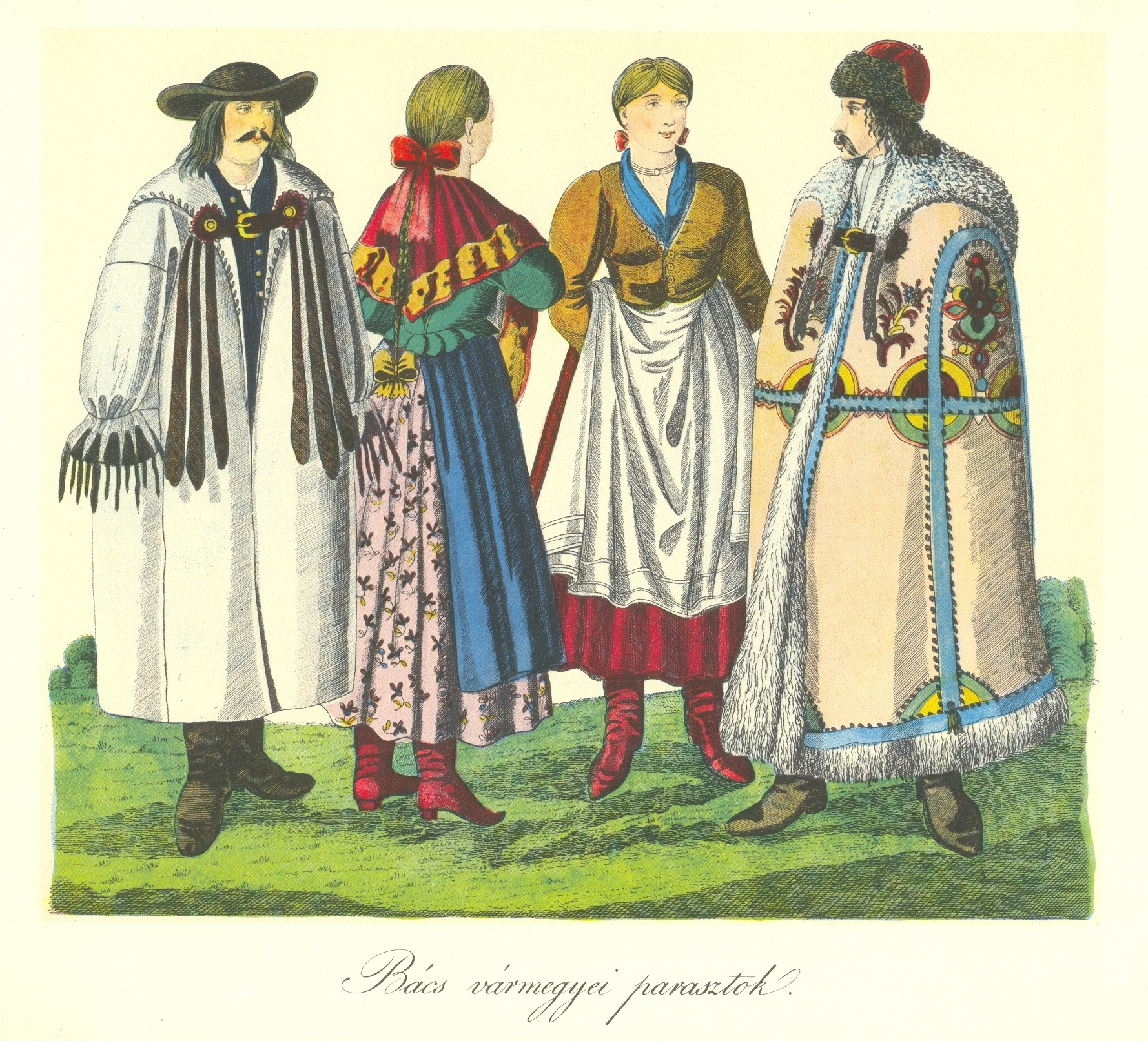
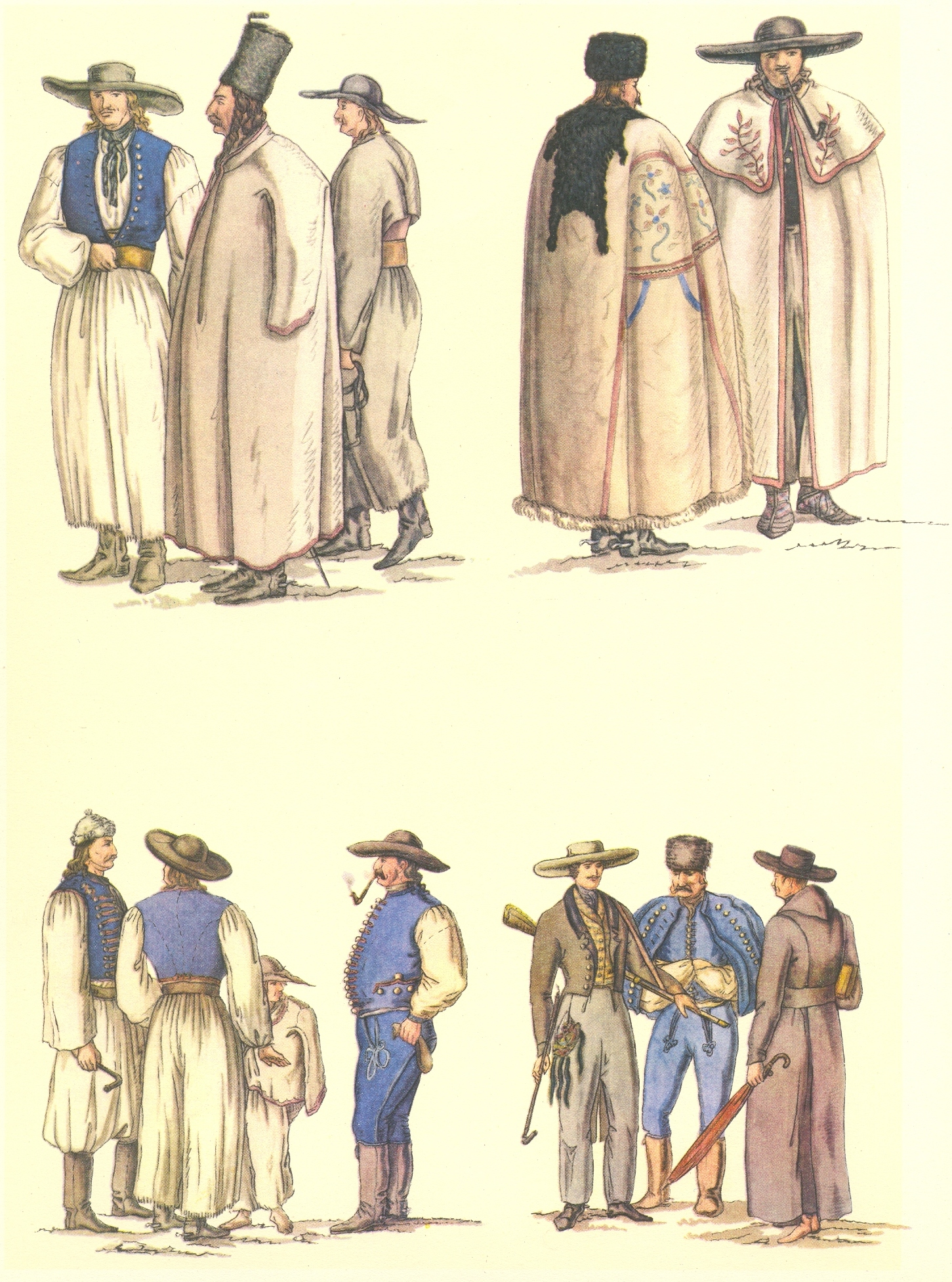
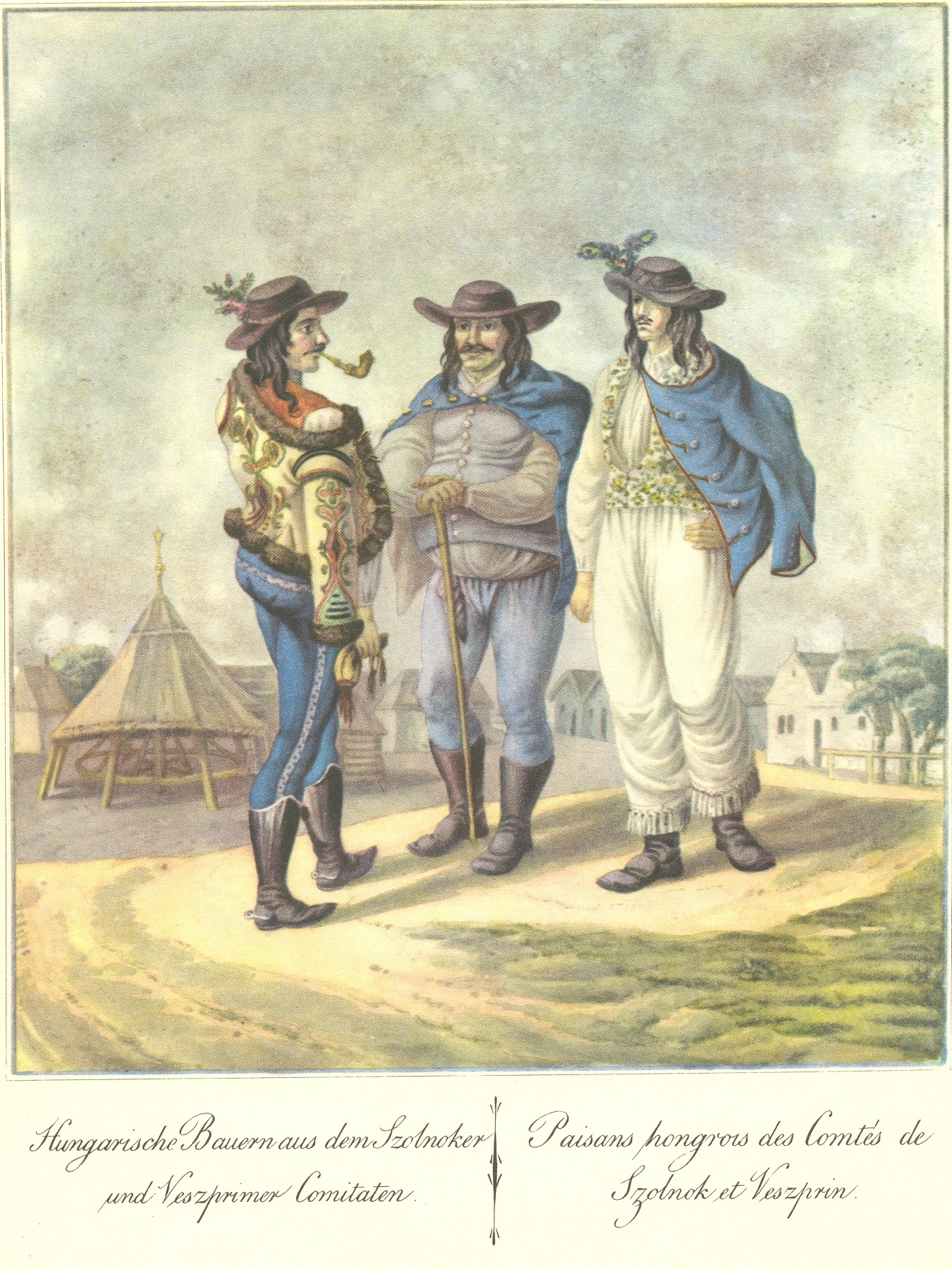
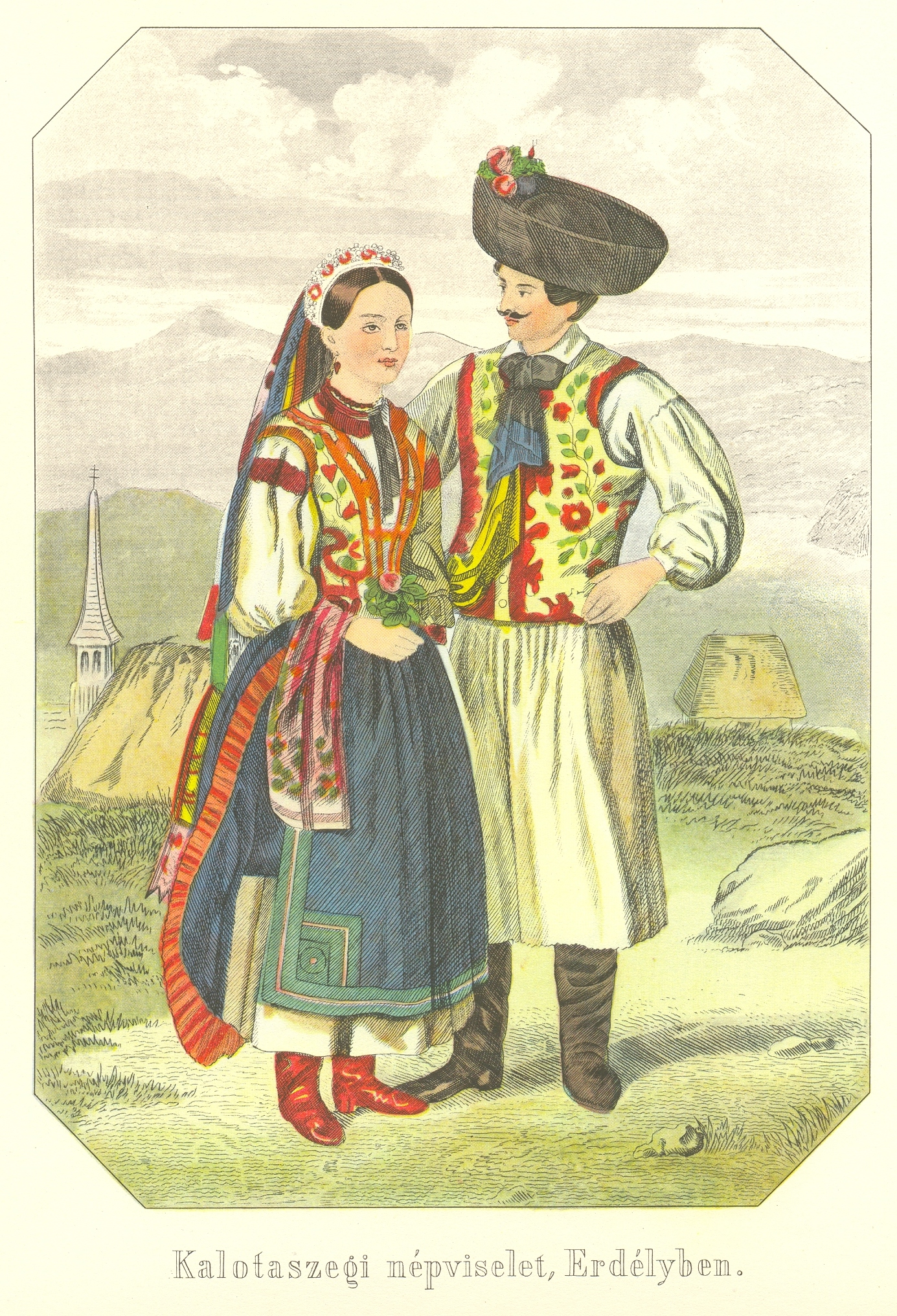
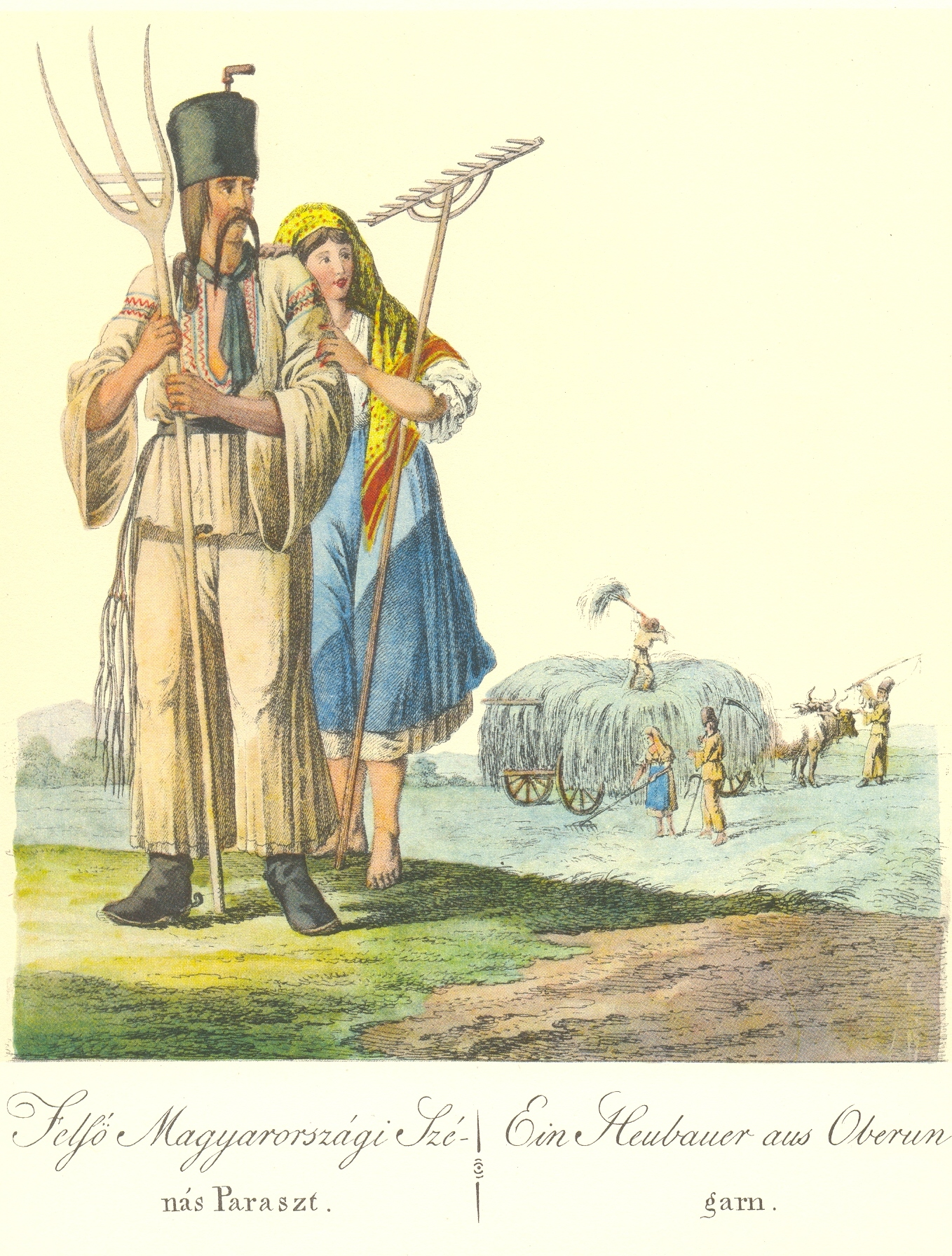
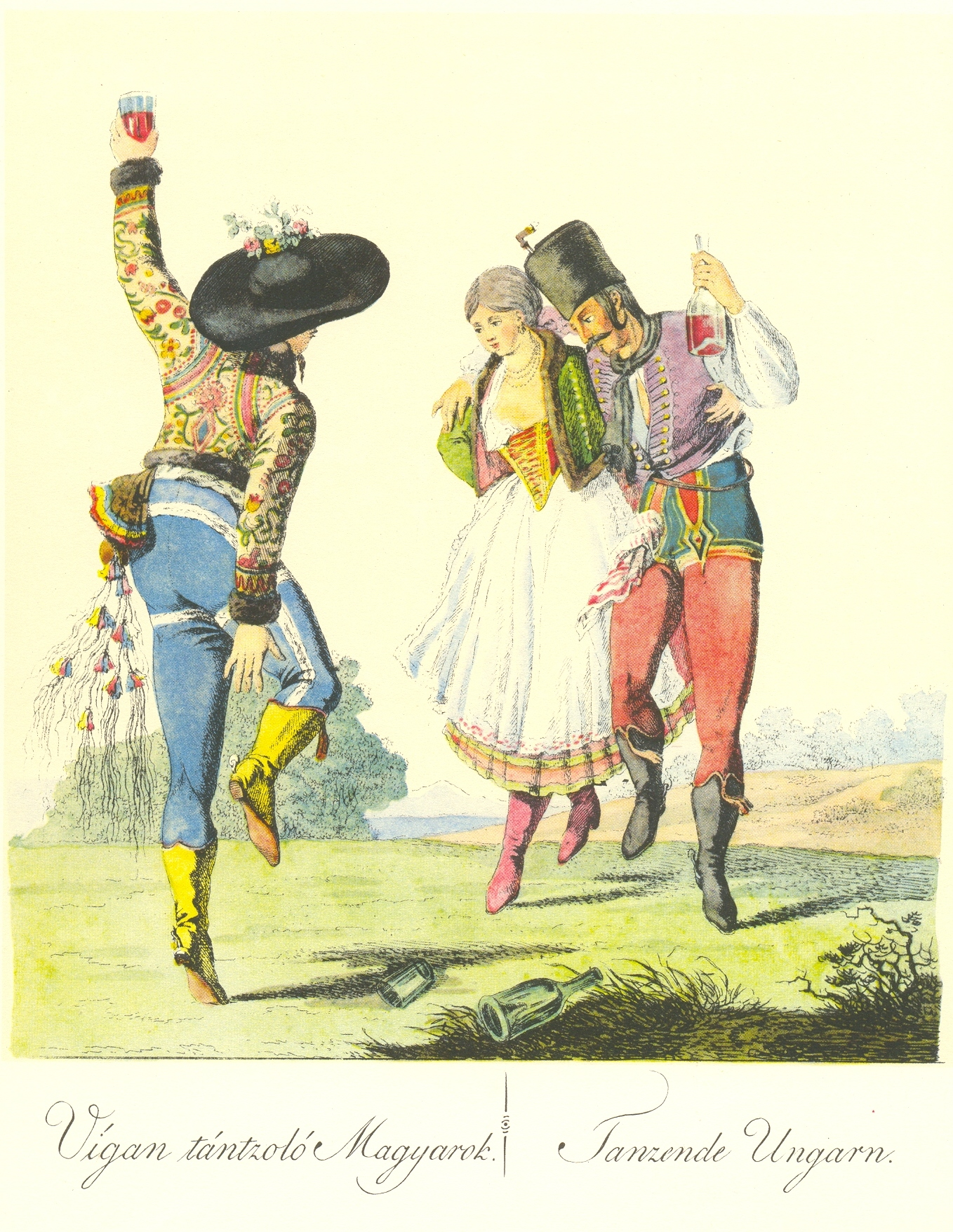
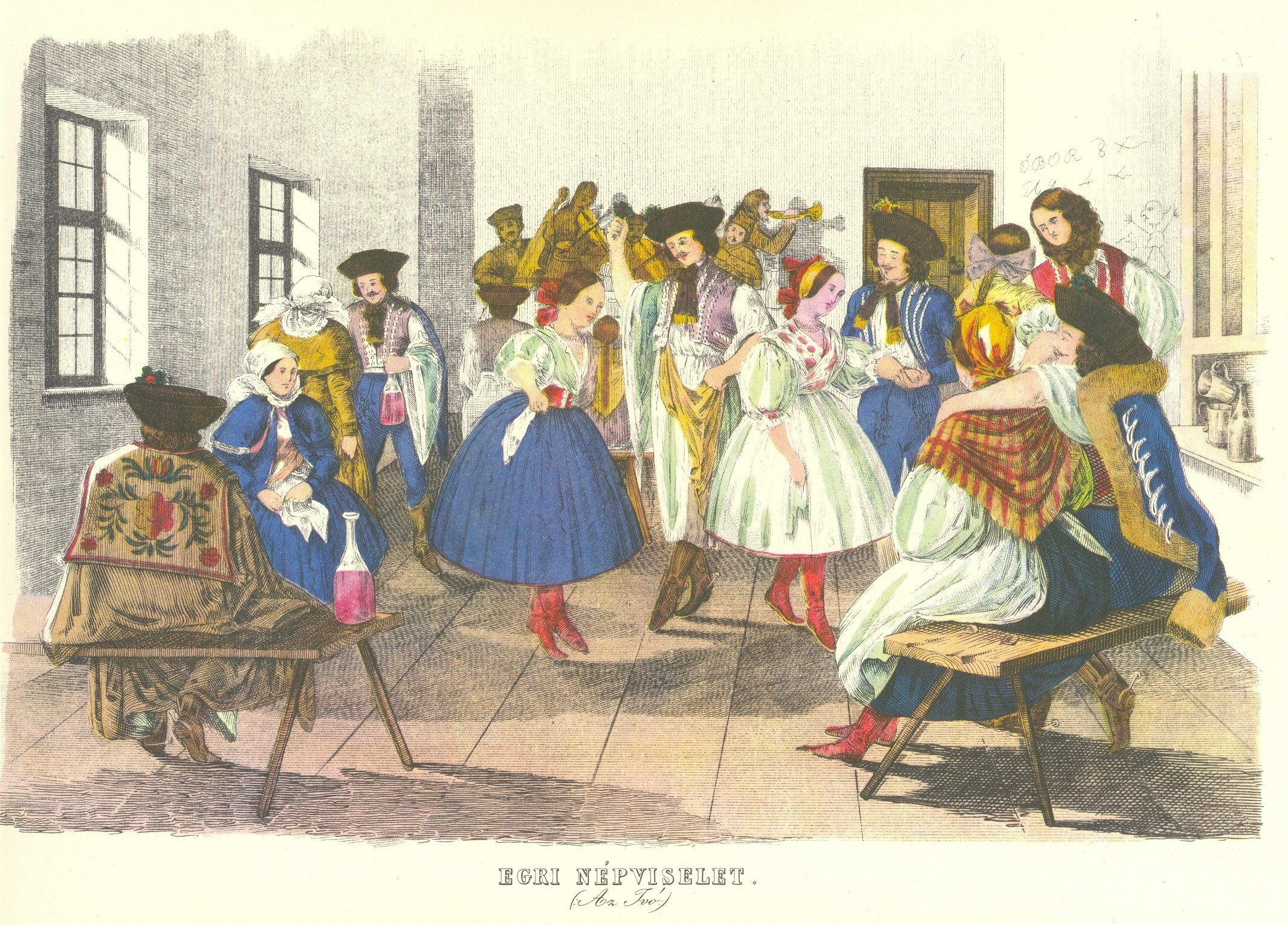
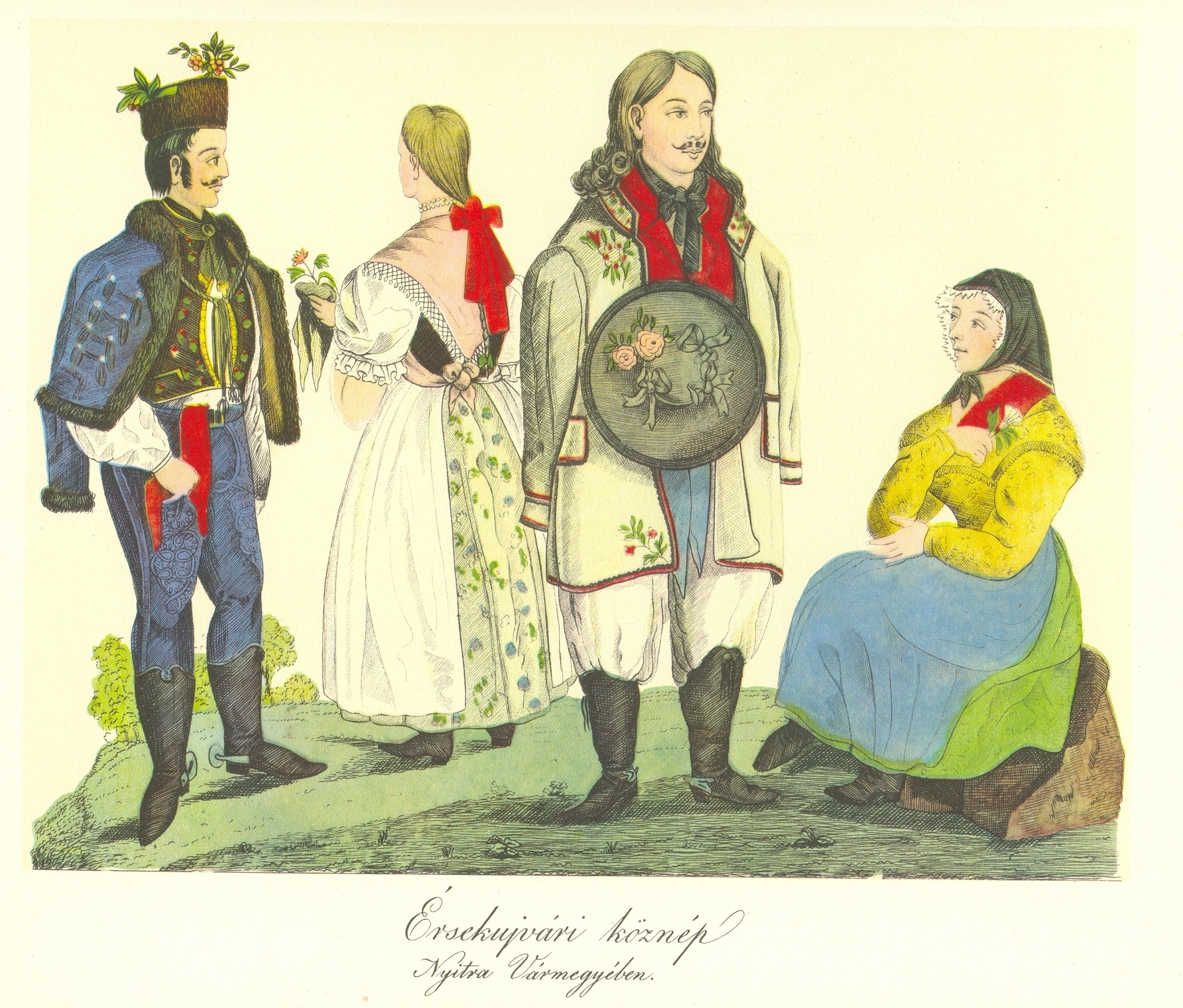

## Keramiek

### Zwart aardewerk
Vaten van zwarte klei laten met hun patronen en vormen meer dan driehonderd jaar traditionele Transdanubische volkskunst zien. Vanwege het handwerk is elk exemplaar uniek, zowel qua vorm als qua decoratie. De vormen zijn gemaakt door afdrukken van de duim of een vinger van de keramist.

### Herend porselein
In 1826 werd de porseleinfabriek Herend opgericht. Het is een van ’s werelds grootste keramiekfabrieken, gespecialiseerd in luxe porselein dat met de hand is geverfd en verguld. Midden 19e eeuw was Herend leverancier aan de Habsburgse dynastie en aan aristocratische klanten in heel Europa. Veel van zijn klassieke patronen heeft het bedrijf nog steeds in productie. Na de val van het communisme in Hongarije werd de fabriek geprivatiseerd; tegenwoordig is het voor 75% eigendom van het management en haar medewerkers, en exporteert het naar meer dan 60 landen.
Azerbeidzjan · België · Denemarken · Duitsland · Frankrijk ·  Hongarije · Iran · Kroatië · Luxemburg · Madagaskar · Mexico · Nederland · Spanje · Suriname